# Vandeuil
Vandeuil és un municipi francès, situat al departament del Marne i a la regió del Gran Est. L'any 2007 tenia 198 habitants.

## Demografia

### Població
El 2007 la població de fet de Vandeuil era de 198 persones. Hi havia 68 famílies, de les quals 16 eren unipersonals (4 homes vivint sols i 12 dones vivint soles), 20 parelles sense fills, 28 parelles amb fills i 4 famílies monoparentals amb fills.
La població ha evolucionat segons el següent gràfic:
Habitants censats

### Habitatges
El 2007 hi havia 91 habitatges, 77 eren l'habitatge principal de la família, 1 era una segona residència i 14 estaven desocupats. Tots els 91 habitatges eren cases. Dels 77 habitatges principals, 54 estaven ocupats pels seus propietaris, 22 estaven llogats i ocupats pels llogaters i 1 estava cedit a títol gratuït; 1 tenia dues cambres, 10 en tenien tres, 18 en tenien quatre i 47 en tenien cinc o més. 63 habitatges disposaven pel capbaix d'una plaça de pàrquing. A 39 habitatges hi havia un automòbil i a 32 n'hi havia dos o més.

### Piràmide de població
La piràmide de població per edats i sexe el 2009 era:
| Homes | Edats   | Dones |
| ----- | ------- | ----- |
| 0     | 95 o +  | 0     |
| 0     | 90 a 94 | 0     |
| 0     | 85 a 89 | 0     |
| 0     | 80 a 84 | 0     |
| 0     | 75 a 79 | 4     |
| 4     | 70 a 74 | 4     |
| 4     | 65 a 69 | 8     |
| 0     | 60 a 64 | 0     |
| 8     | 55 a 59 | 4     |
| 12    | 50 a 54 | 8     |
| 4     | 45 a 49 | 8     |
| 4     | 40 a 44 | 4     |
| 20    | 35 a 39 | 8     |
| 8     | 30 a 34 | 12    |
| 4     | 25 a 29 | 12    |
| 0     | 20 a 24 | 0     |
| 12    | 15 a 19 | 4     |
| 0     | 10 a 14 | 20    |
| 4     | 5 a 9   | 4     |
| 8     | 0 a 4   | 24    |

## Economia
El 2007 la població en edat de treballar era de 132 persones, 90 eren actives i 42 eren inactives. De les 90 persones actives 82 estaven ocupades (38 homes i 44 dones) i 8 estaven aturades (5 homes i 3 dones). De les 42 persones inactives 20 estaven jubilades, 14 estaven estudiant i 8 estaven classificades com a «altres inactius».

### Ingressos
El 2009 a Vandeuil hi havia 81 unitats fiscals que integraven 218 persones, la mediana anual d'ingressos fiscals per persona era de 19.123 €.

### Activitats econòmiques
Dels 8 establiments que hi havia el 2007, 2 eren d'empreses alimentàries, 1 d'una empresa de fabricació d'altres productes industrials, 4 d'empreses de comerç i reparació d'automòbils i 1 d'una empresa de serveis.
L'únic establiment comercial que hi havia el 2009 era una adrogueria.
L'any 2000 a Vandeuil hi havia 15 explotacions agrícoles que ocupaven un total de 184 hectàrees.

## Equipaments sanitaris i escolars
El 2009 hi havia una escola elemental.

## Poblacions més properes
El següent diagrama mostra les poblacions més properes.